# Atalante (groupe d'extrême droite)
Pour les articles homonymes, voir Atalante (homonymie).
Atalante Québec est une organisation d'extrême droite, basée principalement dans la ville de Québec au Québec. Elle a été fondée autour du groupe de musique bonehead Légitime violence.

## Historique
Le 1er juillet 2017, l'organisation Atalante, dont le nom fait référence à un navire français qui fut coulé par les Britanniques lors de la bataille de Neuville en 1760, à l'occasion de la guerre de Sept Ans, manifeste devant Radio-Canada.
En août 2017, Atalante installe des bannières anti-immigration dans la ville de  Québec. Dans la nuit du 21 au 22 août le groupe installe plusieurs banderoles à Montréal, dont une sur le stade olympique, pour protester contre une vague d’arrivée de demandeurs d’asile des États-Unis.
En septembre 2017, le groupe pose des affiches à l'université Laval et au Cégep Garneau dans le but de dénoncer le marxisme culturel.
En novembre 2017, le groupe a assisté à une démonstration avec La Meute et Storm Alliance. Des membres d'Atalante portaient une bannière avec la phrase « Le Québec aux Québécois ».
Le 23 mai 2018, des membres d'Atalante pénètrent masqués dans les bureaux du média d'information Vice à Montréal. Ils crient, jettent des documents par terre et intimident le journaliste Simon Coutu, qui a écrit à leur sujet,. Le 18 juin 2018, Raphaël Lévesque est mis en état d’arrestation à la suite de cet événement. Il est remis en liberté la même journée après avoir signé une promesse de comparaître. À la suite de ces événements, Raphaël Lévesque devait se présenter au palais de Justice de Montréal afin d'être formellement accusé d'entrée par infraction, de méfait, d'intimidation et de menaces à l'endroit du journaliste de Vice, Simon Coutu. Raphaël Lévesque ne s'est pas présenté au palais de Justice pour sa comparution et son dossier a été reporté en date du 28 septembre 2018. Le 10 juin 2020, Raphaël Lévesque est blanchi de toute accusation. La Cour d’appel du Québec reverse cependant l’acquittement et le déclare coupable.
Le 25 septembre 2018, le journaliste Simon Coutu, publie un article relatant le parcours d'un militant antifasciste ayant infiltré Atalante Québec pendant plusieurs mois. Selon l'article, Felix (pseudonyme utilisé pour préserver l'anonymat de la personne), aussi connu dans les médias sociaux sous le nom de Felix_le_chat, aurait été le gestionnaire officiel du compte Twitter Atalante durant tout ce temps. Le militant antifasciste aurait finalement terminé l'infiltration en publiant des images antifascistes sur le compte Twitter du groupe Atalante Québec.
Le 16 novembre 2018, Simon Coutu publie un article prouvant qu'Atalante est aussi relié aux membres de la troupe Productions Vinland. On croise la troupe Vinland dans les festivals médiévaux, les musées et les écoles primaires et secondaires du Québec. Ils sont armés, accoutrés de casques d’époque, d’armures en métal ou en cuir. Mais leur imagerie viking se confond souvent à celle utilisée par des groupes néofascistes. Son président, ainsi qu’au moins un acteur de la compagnie spécialiste des reconstitutions historiques, participent d’ailleurs aux activités de la formation ultranationaliste Atalante Québec et du groupe skinhead Légitime violence.
Le 19 décembre 2018, un collectif antifasciste anonyme publie une liste des membres d'Atalante, et montre les liens que l'organisation entretien avec le groupe néo-fasciste italien CasaPound et le groupe ultra-identitaire français Bastion social.
Le 10 novembre 2021, Atalante ainsi que tous ses administrateurs et ses membres fondateurs sont bannies des plateformes de Facebook. Meta précise que le groupe est désigné comme une organisation dangereuse.

## Idéologie
S'inspirant des idées du philosophe italien Julius Evola et des penseurs de la révolution conservatrice allemande, Atalante est un groupe néofasciste se réclamant du nationalisme révolutionnaire, une idéologie à la fois anticapitaliste et anticommuniste et qui est véhiculée par certains mouvements identitaires européens comme CasaPound ou Bastion Social. 
L'organisation est fortement opposée à l'immigration. Atalante utilise en effet le hashtag #remigration, synonyme de retour dans leur pays d'origine des personnes récemment immigrées et de leurs descendants.
L'organisation a pour slogan « Exister, c'est combattre ce qui me nie », un slogan emprunté à l'auteur d'extrême droite Dominique Venner.